# Bjerggorilla
Bjerggorillaen (Gorilla beringei beringei) er en af to underarter af østlig gorilla. Den lever kun i det centrale Afrika i et tætbevokset bjergområde på grænsen mellem Uganda, Rwanda og Den Demokratiske Republik Congo. Der er kun 700 bjerggorillaer tilbage i 2012 deraf 300 i Rwanda og 200 i DR Congo.
I følge Verdens Naturfonden Danmark, er bestanden i 2018 steget op til 1001 bjerggorillaer.

## Eksterne links
- Første sejr i kampen mod olieboring i bjerggorilla-nationalpark. Globalnyt.dk, marts 2011

- Wikimedia Commons har flere filer relateret til Bjerggorilla

| Dyr | Spire Denne artikel om dyr er en spire som bør udbygges. Du er velkommen til at hjælpe Wikipedia ved at udvide den. |